# Szent Mihály és Gábriel arkangyalok fatemplom (Lele)
A Szent Mihály és Gábriel arkangyalok fatemplom műemlékké nyilvánított épület Romániában, Szatmár megyében. A romániai műemlékek jegyzékében az  SM-II-m-B-05321 sorszámon szerepel.